# Koszovó a 2024. évi nyári olimpiai játékokon
Koszovó a franciaországi Párizsban megrendezett 2024. évi nyári olimpiai játékok egyik részt vevő nemzete volt. Az országot az olimpián 4 sportágban 9 sportoló képviselte, akik összesen 2 érmet szereztek.

## Érmesek
| Érem  | Versenyző        | Sportág   | Versenyszám    |
| ----- | ---------------- | --------- | -------------- |
| Ezüst | Distria Krasniqi | Cselgáncs | Női harmatsúly |
| Bronz | Laura Fazliu     | Cselgáncs | Női váltósúly  |

## Atlétika
Női
| Versenyző     | Versenyszám | Előfutam | Előfutam | Előfutam | Vigaszág | Vigaszág | Vigaszág | Elődöntő | Elődöntő | Elődöntő | Döntő   | Döntő    |
| Versenyző     | Versenyszám | Idő      | Hely.    | Össz.    | Idő      | Hely.    | Össz.    | Idő      | Hely.    | Össz.    | Idő     | Helyezés |
| ------------- | ----------- | -------- | -------- | -------- | -------- | -------- | -------- | -------- | -------- | -------- | ------- | -------- |
| Gresa Bakraçi | 800 m       | 2:13,29  | 8.       | 49.      | kizárták | kizárták | kizárták | kiesett  | kiesett  | kiesett  | kiesett | kiesett  |

## Cselgáncs
Férfi
| Versenyző    | Versenyszám | 32-es főtábla                      | Nyolcaddöntő                       | Negyeddöntő                         | Elődöntő                             | Vigaszág elődöntő | Bronz- mérkőzés                      | Döntő             | Helyezés |
| Versenyző    | Versenyszám | Ellenfél Eredmény                  | Ellenfél Eredmény                  | Ellenfél Eredmény                   | Ellenfél Eredmény                    | Ellenfél Eredmény | Ellenfél Eredmény                    | Ellenfél Eredmény | Helyezés |
| ------------ | ----------- | ---------------------------------- | ---------------------------------- | ----------------------------------- | ------------------------------------ | ----------------- | ------------------------------------ | ----------------- | -------- |
| Akil Gjakova | Könnyűsúly  | Daniel Cargnin (BRA) · 10(2)–00(1) | Samuel Gassner (AUT) · 10(1)–00(1) | Manuel Lombardo (ITA) · 10(1)–00(3) | Hidayat Heydarov (AZE) · 00(2)–01(2) |                   | Hasimoto Szoicsi (JPN) · 00(2)–01(2) |                   | 5.       |

Női
| Versenyző        | Versenyszám  | 32-es főtábla                                   | Nyolcaddöntő                              | Negyeddöntő                             | Elődöntő                             | Vigaszág elődöntő                               | Bronz- mérkőzés                     | Döntő                                  | Helyezés |
| Versenyző        | Versenyszám  | Ellenfél Eredmény                               | Ellenfél Eredmény                         | Ellenfél Eredmény                       | Ellenfél Eredmény                    | Ellenfél Eredmény                               | Ellenfél Eredmény                   | Ellenfél Eredmény                      | Helyezés |
| ---------------- | ------------ | ----------------------------------------------- | ----------------------------------------- | --------------------------------------- | ------------------------------------ | ----------------------------------------------- | ----------------------------------- | -------------------------------------- | -------- |
| Distria Krasniqi | Harmatsúly   | erőnyerő                                        | Maryam March Maharani (INA) · 10(0)–00(0) | Gefen Primo (ISR) · 10(0)–00(1)         | Odette Giuffrida (ITA) · 10(1)–00(3) |                                                 |                                     | Diyora Keldiyorova (UZB) · 00(0)–01(1) |          |
| Nora Gjakova     | Könnyűsúly   | Lkhagvatogoogiin Enkhriilen (MGL) · 00(3)–10(2) | kiesett                                   | kiesett                                 | kiesett                              | kiesett                                         | kiesett                             | kiesett                                | 17.      |
| Laura Fazliu     | Váltósúly    | erőnyerő                                        | Tang Jing (CHN) · 10(2)–00(3)             | Clarisse Agbegnenou (FRA) · 00(0)–10(0) |                                      | Catherine Beauchemin-Pinard (CAN) · 01(1)–00(2) | Katarina Krišto (CRO) · 10(2)–00(3) |                                        |          |
| Loriana Kuka     | Félnehézsúly | Metka Lobnik (SLO) · 10(1)–00(1)                | Yelyzaveta Lytvynenko (UKR) · 00(0)–01(0) | kiesett                                 | kiesett                              | kiesett                                         | kiesett                             | kiesett                                | 9.       |

## Ökölvívás
Női
| Versenyző      | Versenyszám | Selejtező                    | Nyolcaddöntő             | Negyeddöntő       | Elődöntő          | Döntő             | Helyezés |
| Versenyző      | Versenyszám | Ellenfél Eredmény            | Ellenfél Eredmény        | Ellenfél Eredmény | Ellenfél Eredmény | Ellenfél Eredmény | Helyezés |
| -------------- | ----------- | ---------------------------- | ------------------------ | ----------------- | ----------------- | ----------------- | -------- |
| Donjeta Sadiku | Könnyűsúly  | Thananya Somnuek (THA) · 3–2 | Angie Valdés (COL) · 2–3 | kiesett           | kiesett           | kiesett           | 9.       |

## Úszás
Férfi
| Versenyző     | Versenyszám | Előfutam | Előfutam | Előfutam | Elődöntő | Elődöntő | Elődöntő | Döntő   | Döntő    |
| Versenyző     | Versenyszám | Idő      | Hely.    | Össz.    | Idő      | Hely.    | Össz.    | Idő     | Helyezés |
| ------------- | ----------- | -------- | -------- | -------- | -------- | -------- | -------- | ------- | -------- |
| Adell Sabovic | 100 m gyors | 51,77    | 2.       | 58.      | kiesett  | kiesett  | kiesett  | kiesett | kiesett  |

Női
| Versenyző  | Versenyszám | Előfutam | Előfutam | Előfutam | Elődöntő | Elődöntő | Elődöntő | Döntő   | Döntő    |
| Versenyző  | Versenyszám | Idő      | Hely.    | Össz.    | Idő      | Hely.    | Össz.    | Idő     | Helyezés |
| ---------- | ----------- | -------- | -------- | -------- | -------- | -------- | -------- | ------- | -------- |
| Hana Beiqi | 50 m gyors  | 27,34    | 8.       | 43.      | kiesett  | kiesett  | kiesett  | kiesett | kiesett  |